# 长花滇紫草
长花滇紫草（学名：Onosma hookeri var. longiflorum）为紫草科滇紫草属细花滇紫草的变种。分布在中国大陆的西藏等地，生长于海拔3,020米至4,700米的地区，多生于山坡砂地草丛、山坡砾石地或阳坡灌丛草地，目前尚未由人工引种栽培。